# Baldock
Pour les articles homonymes, voir Baldock (homonymie).
Baldock [bɔːl/dok] est une ville située dans l'Hertfordshire, en Angleterre.

## Historique
Une enquête datant de 1185 mentionne déjà la présence d'un orfèvre, d'un vigneron, et d'un marchand de tissu ainsi qu'un charretier, cinq forgerons, un tanneur, un maçon et six tisserands. Ils possédaient également le droit de haute justice en qualité de seigneurs du lieu et avaient érigé une potence comme l'atteste une pendaison répertoriée en 1277.

### Les Templiers et les Hospitaliers
Vers 1142, les Templiers reçoivent en donation une partie des terres du manoir de Weston appartenant à Gilbert de Clare dit Strongbow (1er comte de Pembroke, fils de Gilbert de Clare (lord de Clare)). Ils y fondent la ville de Baldock et la commanderie de Baldock, puis à  partir de 1199, obtiennent le droit de détenir un marché et d'organiser une foire annuelle contribuant ainsi à l'essor de ce nouveau territoire.
Avec la dévolution des biens de l'ordre du Temple les biens templiers reviennent aux Hospitaliers de l'ordre de Saint-Jean de Jérusalem.

## Jumelage
Sanvignes-les-Mines (France)

## Galerie photo

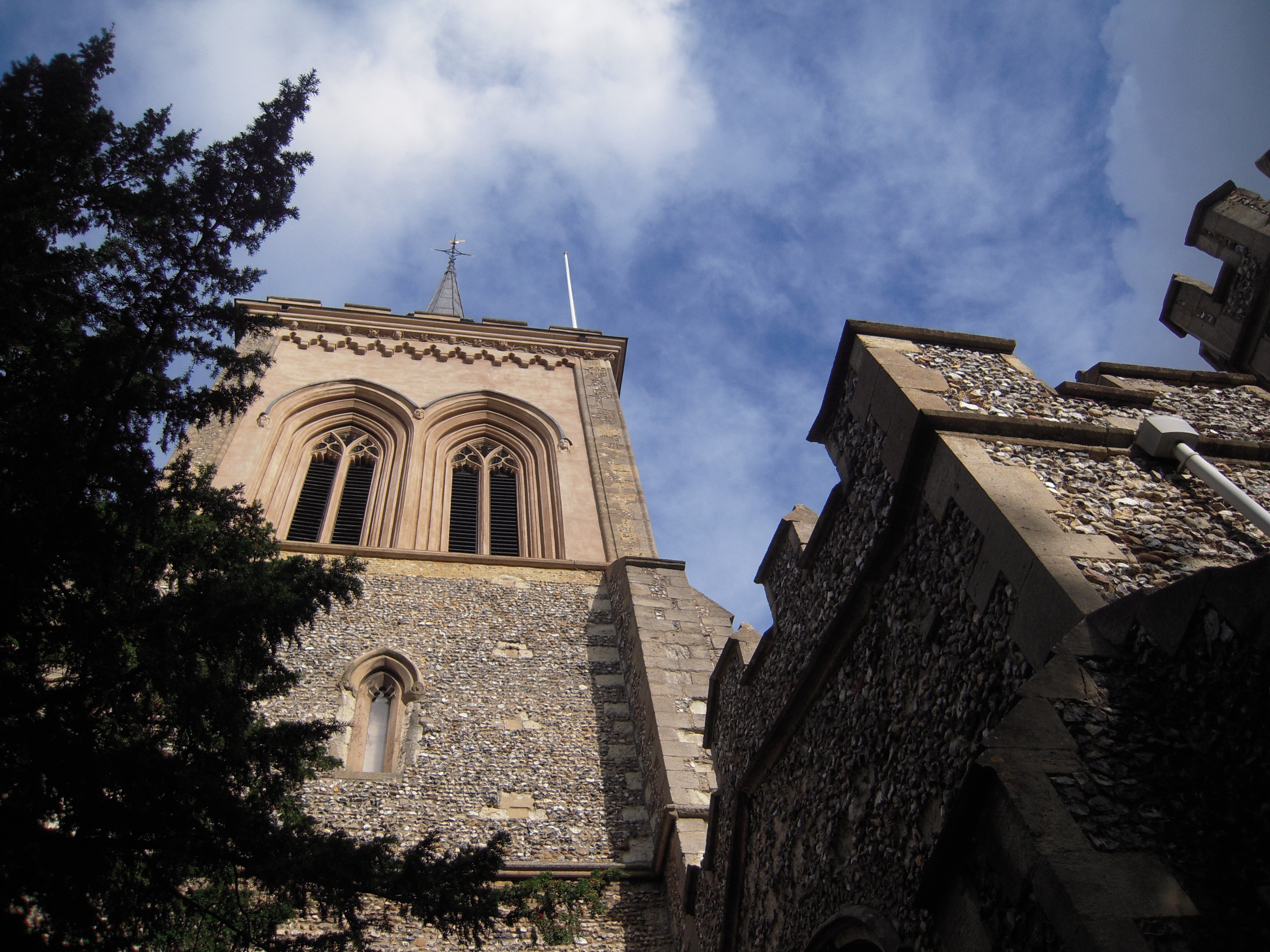
Église Sainte Marie, clocher du XIVe siècle.

## Personnalités liées à la commune
- Ludwig Winder (1889-1946), écrivain tchécoslovaque mort en exil à Baldock.
- Justin Steinfeld (1886-1970), écrivain allemand mort en exil à Baldock.